# Institut Droit et Santé
Pour les articles homonymes, voir IDS.
L'institut Droit et Santé, abrégé IDS, est un laboratoire de recherche rattaché à l'université Paris-Cité. Depuis le 1er janvier 2014, c’est également la première et unique équipe spécialisée en droit en France labellisée par l’Inserm.

## Direction
Il est dirigé par Lydia Morlet-Haïdara, maîtresse de conférences HDR à la Faculté de droit, d'économie et de gestion de l'Université de Paris. 
Il a été créé et précédemment dirigé par Anne Laude, professeure agrégée des facultés de droit et conseillère éducation, enseignement supérieur, recherche et innovation à la présidence de la République depuis le 23 novembre 2020 et par Didier Tabuteau, professeur associé à Paris-Descartes et à Sciences Po et vice-président du Conseil d'État.

## Missions

### Recherche
L’Institut Droit et Santé mène des réflexions juridiques dans le domaine du droit de la santé. Il réunit des juristes, des chercheurs et des praticiens d’autres disciplines intéressées par ces questions (médecine, pharmacie, biologie, sociologie, psychologie, économie, etc.) ainsi que des universitaires étrangers. L’institut Droit et Santé se définit comme un groupe pluridisciplinaire d’expertise et de formation dans le domaine du droit de la santé et de l’assurance maladie.
L’Institut Droit et Santé élabore, depuis sa création en janvier 2006, une veille juridique sur divers aspects du droit de la santé. Tous les quinze jours, la veille synthétise les évolutions réglementaires, doctrinales et jurisprudentielles portant sur tous les aspects du droit de la santé. Il est possible de s'y abonner via le lien suivant : http://www.institutdroitsante.fr/veille-juridique/veille-bimensuelle/
Trois fois par an et depuis 2013, l'Institut Droit et Santé fait paraître une revue librement accessible en ligne et éditée en interne, le Journal du Droit de la Santé et de l'Assurance Maladie (JDSAM).
Il effectue des études sur les accidents médicaux et les procédures judiciaires qui en découlent.

### Enseignement
L’Institut Droit et Santé participe à la formation initiale des étudiants à travers quatre spécialités de Master 2 : 
- « Droit des industries des produits de santé » (dirigé par la MCF Clémentine Lequillerier - également en apprentissage)

- «Activités de santé et responsabilités» (dirigé par le Professeur David Noguéro)
- « Santé, travail et protection sociale » (dirigé par le Professeur Rémi Pellet - également en apprentissage)

L'Institut est également à l'origine de la mise en place de formations continues :
- DU Santé, droit et société – Direction MCF HDR Lydia Morlet-Haïdara
- DU en ligne Contentieux médical – Direction MCF HDR Lydia Morlet-Haïdara
- Masterclass intelligence artificielle et droit de la santé - Direction MCF HDR Lydia Morlet-Haïdara

### Événements
L’Institut Droit et Santé organise régulièrement des colloques sur l’actualité législative mais également des séminaires de recherche qui donnent lieu à des publications. Des colloques ont été organisés sur l'intelligence artificielle dans le domaine de la santé, sur la loi de bioéthique, sur la loi santé, sur le RGPD.